# Tsintaa Yiti Ii
Tsintaa Yiti Ii è un centro abitato della contea di Apache, nell'Arizona. Ha un'altitudine stimata di 1 935 metri sul livello del mare.